# Dame de Warka

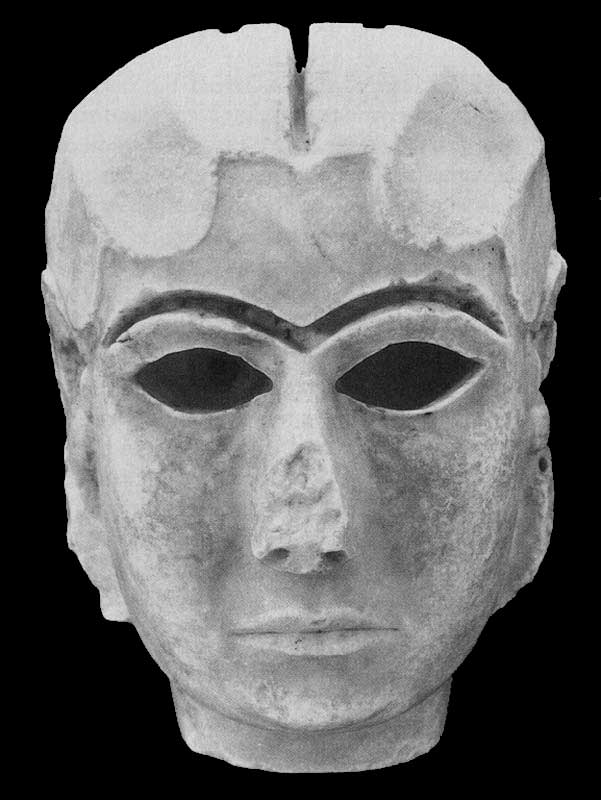
Photographie de la Dame de Warka

La Dame de Warka ou la Dame d'Uruk, appelée parfois localement la Joconde d'Uruk, est une pièce de la collection du musée national d'Irak à Bagdad datant de 3300 av. J.-C. à l'époque de la civilisation sumérienne et de la période d'Uruk.

## Historique et péripéties
Cette tête de femme, une des plus anciennes au monde figurant un visage féminin, a été découverte en 1938 au cours de fouilles d'archéologues allemands dans le complexe de temples dédiés à la déesse Inanna, déesse de l'amour et de la fertilité, situé à Uruk, quartier d'Eanna (à 280 km au sud-sud-est de Bagdad, dans la province d'Al-Muthanna).
Elle fit partie des milliers de pièces saccagées et volées pendant le grand pillage du musée en avril 2003, au début de la guerre d'Irak, alors que l'armée américaine avait laissé faire les pillards. Disparue le 9 avril 2003, elle fut restituée en septembre de la même année par un Irakien qui l'avait enterrée dans son jardin.

## Description
Cette tête sculptée mesure vingt centimètres de hauteur. Elle est faite de calcaire métamorphique, en marbre avec des incrustations de lapis-lazuli, de bitume et de feuilles d'or.
Il est possible qu'elle représente la déesse Inanna.

## Source
- (es) Cet article est partiellement ou en totalité issu de l’article de Wikipédia en espagnol intitulé « Dama de Warka » (voir la liste des auteurs).